# Muzeum Vojvodiny
Muzeum Vojvodiny (srbsky Музеј Војводине/Muzej Vojvodine) je největší muzeum na území Autonomní oblasti Vojvodina v Srbsku. Sídlí v Novém Sadu na adrese Dunavska 35. Má vlastní pobočky v Čelarevu, Kulpinu (kde se nachází zemědělské muzeum) a Bačském Jaraku. Muzeum má ve dvou hlavních budovách v Novém Sadu stálou expozici věnovanou dějinám regionu; na adrese Dunavska 35 dějiny do konce 19. století a na adrese Dunavska 37 poté období do druhé světové války.
Muzeum eviduje okolo 400 000 předmětů ve svých sbírkách.
Samostatné muzeum bylo zřízeno dne 30. května 1947 jeho formálním vyčleněním z Matice srbské. Od té doby funguje samostatně. Do té doby existovalo v rámci Matice srbské od 19. století.